# Detk
Detk is een plaats (község) en gemeente in het Hongaarse comitaat Heves. Detk telt 1296 inwoners (2002).